# Omaklina
Omaklina (lat. Halimione), rod jednogodišnjeg bilja iz porodice štirovki (tribus Atripliceae). Pripada mu 3 vrste raširenih od Europe do Srednje Azije. Često se kao podrod uključuje u rod Atriplex.
U Hrvatskoj raste primorska omaklina ili Halimione portulacoides.

## Vrste
1. Halimione pedunculata (L.) Aellen
2. Halimione portulacoides (L.) Aellen
3. Halimione verrucifera (M.Bieb.) Aellen